# Anthaxia oregonensis
Anthaxia oregonensis är en skalbaggsart som beskrevs av Jan Obenberger 1942. Anthaxia oregonensis ingår i släktet Anthaxia och familjen praktbaggar. Inga underarter finns listade i Catalogue of Life.